# JJ Levine
Pour les articles homonymes, voir Levine.
JJ Levine est un artiste spécialisé dans le portrait photographique qui vit et travaille à Montréal. Son travail remet en question les rôles traditionnels de l'identité de genre à travers des photographies de personnes queer dans des espaces privés et des situations intimes et domestiques.

## Biographie
Levine est une personne transgenre établie à Montréal. La photographie est entrée dans sa vie enfant lorsque sa mère, réalisatrice de documentaires, lui a offert un appareil photographique. Levine détient une maîtrise en beaux-arts, avec comme matière principale la photographie, de l'Université Concordia.

## Œuvres
Ses séries photographiques Queer Portraits, Alone Time et Switch l'ont fait connaître. Queer Portraits se compose d'un ensemble de portraits mettant en scène la famille et les amis de Levine dans différents contextes domestiques au cours des années 2006 à 2015. Les portraits ont été pris chez les modèles, dans des décors choisis et arrangés par l'artiste, avec un éclairage de studio. L'artiste utilise des couleurs et des textures saturées qui donnent des indices sur le caractère des sujets photographiés avec une expression neutre.
Alone Time est une série de photographies mettant en scène, dans chaque image, le même modèle jouant à la fois le rôle féminin et masculin,. JJ Levine explique ainsi sa démarche : 

« Alone Time est une série de portraits aux couleurs vives de couples partageant des moments domestiques intimes; cependant, chaque « couple » est en fait composé d’un seul sujet jouant à la fois le rôle masculin et féminin dans chaque portrait. En illustrant l’aptitude d’un corps à incarner deux genres avec conviction, mon projet remet en question les représentations contemporaines des rôles liés aux genres binaires. Cette décision conceptuelle de dédoubler la présentation physique d’un même corps remet en question les stéréotypes normatifs de genre et illustre que l’expression de genre peut être fluide et multiple. »

Conceptuellement proche de Alone Time, Switch est une série de diptyques, chacun représentant les deux mêmes modèles, mais avec des présentations de genre opposé dans chaque photographie. JJ Levine explique que : « À première vue, Switch présente une série de portraits de couples hétérosexuels. Pourtant, une examination approfondie nous permet de réaliser que chaque diptyque révèle deux personnes plutôt que quatre. Chaque modèle est incarné en homme dans une des photographies et en femme dans l’autre ».
Dans les séries Switch et Alone Time, la présentation du genre de chaque modèle a été réalisée grâce à des costumes, des coiffures, du maquillage et de la pose, sans aucune manipulation numérique, à l'exception de la composition finale des images pour Alone Time. Avec ces projets, JJ Levine remet en question les notions dominantes du genre binaire masculin/féminin.
JJ Levine ne travaille qu'avec des connaissances personnelles, réalisant habituellement leurs portraits dans leurs propres maisons,. Selon Levine, ses photographies sont destinées à « célébrer la marginalité à partir d'un lieu de familiarité et d'exploration de soi par opposition au voyeurisme ». Levine réalise ses images sur des pellicules photographiques,.

## Expositions
Le travail de JJ Levine a été présenté dans des revues d’art et des journaux à l’échelle internationale, dont CV Photo (Canada), Esse (Canada), Slate (États-Unis), The Guardian (Royaume-Uni et États-Unis) et Society (France). Ses photographies ont été exposées dans des galeries d'art, des musées et des festivals en Amérique du Nord et du Sud et en Europe. L'artiste a participé en 2019 aux Rencontres de la photographie d'Arles et a reçu à cette occasion le Prix Découverte Louis Roederer 2019. JJ Levine a également exposé son travail à la galerie Confluences à Paris en 2016 pour l'exposition Trans Time Paris et en 2015 lors de l'exposition de groupe Chromatic Paris 2015 à la Cité de la Mode et du Design. En 2021, le Musée d'art et d'histoire Touchstones Nelson à Nelson (Colombie-Britannique) organise une exposition autour de ses séries Queer Portraits et Alone Time. En 2022, le Musée McCord à Montréal lui consacre une exposition solo et rétrospective intitulée Photographies queers dont le commissariat est confiée à l'historienne de l'art et conservatrice Hélène Sampson. L'exposition présente une cinquantaine de photographies issues de ses trois projets Queer Portraits, Alone Time et Switch ainsi que des courts métrages. L'artiste avait déjà travaillé avec ce musée montréalais en 2008 lors de l'exposition collective en hommage au photographe canadien William Notman, en présentant le portrait Zoe 2008. Les œuvres de JJ Levine sont choisies en 2022 par le Haut-Commissariat du Canada au Royaume-Uni à Londres, qui organise dans sa galerie une exposition solo de l'artiste dans le cadre des célébrations du cinquantième anniversaire de la première Marche des fiertés de la capitale britannique (1972). Cette exposition, dont la commissaire est la critique d'art et directrice de galerie Christine Redfern, coïncide avec la conférence Safe to Be Me: A Global Equality Conference.

### Principales expositions individuelles
- JJ Levine: Queer Portraits, Galerie du Haut-Commissariat du Canada au Royaume-Uni. Londres, Royaume-Uni, 2022
- JJ Levine, Photographies queers, Musée McCord. Montréal, Québec, 2022
- Alone Time, Galerie ELLEPHANT, Montréal, exposition présentée dans le cadre de MOMENTA Biennale de l'image, 2021
- Queer Portraits/Alone Time, Musée d'art et d'histoire Touchstones Nelson. Nelson, Colombie-Britannique, 2021
- Family, Festival Art Souterrain 2020. Montréal, Québec, 2020
- Prix Découverte 2019, Rencontres d'Arles. Arles, France, 2019
- Intimates, Galerie MFA, Université Concordia. Montréal, Québec, 2018
- Alone Time, Art Souterrain 2016. Montréal, Québec, 2016
- Family, La Centrale galerie Powerhouse. Montréal, Québec, 2016
- Alone Time, Hamilton Artist Inc. Hamilton, Ontario, 2015
- Tapestry, Hamilton Artist Inc., Cannon Wall Project. Hamilton, Ontario, 2015
- Queer Portraits 2013-2014, Harcourt House Arts Centre, Edmonton, Alberta, 2014
- Alone Time, Festival Mural. Montréal, Québec, 2014
- Switch, Libre Galleria d'Arte. Vérone, Italie, 2014
- Switch, GETXOPHOTO, Torrene 3 Gallery. Bilbao, Espagne, 2013
- Queer Portraits, CONTACT, Gallery 44 Vitrines. Toronto, Ontario, 2013
- Montreal Queer Portraits, CONTACT, The Gladstone Hotel. Toronto, Ontario, 2013
- Switch, À Louer, Uma Gallery. Montréal, Québec, 2013
- Queer Portraits 2010-2012, Rats 9 Gallery, Belgo, Montréal, Québec, 2012
- Queer Portraits 2010, CLOSE Film Festival. Porto Alegre, Brésil, 2012

### Principales expositions collectives
- Fluid Bodies, E-Flux Kunstverein Freiburg. Fribourg-en-Brisgau, Allemagne, 2020
- Transamerica/n: Gender Identity, Appearance Today, McNay Art Museum. San Antonio, États-Unis, 2019
- Les cabinets de curiosités LGBTQ+, Centre international d'art contemporain de Montréal. Montréal, Québec, 2017
- Flux, Parks Exhibition Center, Idyllwild Arts Foundation. Idyllwild-Pine Cove, Californie, États-Unis, 2017
- LO QUE SE VE NO SE PREGUNTA Identidades trans* y de género no conformista, Centro Cultural de España en México, Mexico, Mexique, 2016
- Trans Time Paris, Galerie Confluence. Paris, France, 2016
- He, She, They, Ze, The Arcade Gallery, Columbia College. Chicago, États-Unis, 2016
- Nobody Passes, Musée d'histoire culturelle d'Oslo (Kulturhistorisk Museum). Oslo, Norvège, 2015
- Exposition Chromatic Paris 2015. Les Docks, Cité de la Mode et du Design, Paris, France, 2015
- Trans Time, Espace Créatif. Montréal, Québec, 2014
- Gender Blender, MU Art Space. Eindhoven, Pays-Bas, 2014
- Exposition Chromatic MTL 2014. Montréal, Québec, 2014
- Tapestry, MASSIVart. Montréal, Québec, 2013
- Pride Photo Award Exhibition, Oude Kerk, Amsterdam, Pays-Bas, 2012
- World Event for Young Artists. Nottingham Photographers' Hub Gallery, Nottingham, Royaume-Uni, 2012
- 10x10: 100 Portraits Celebrating Queers in the Arts, Gladstone Hotel Gallery Space, Toronto, Ontario, 2012
- Cabinet of Queeriosities - "Switch”, Bowman Arts Centre, Lethbridge, Alberta, 2012

## Collections
En 2021, une œuvre de JJ Levine entre dans les collections du Musée national des beaux-arts du Québec. Il s'agit de la photographie Harry Pregnant 2015, un portrait intime de l'ex-partenaire de Levine, un homme trans, enceint de leur enfant,. 